# Juno II
Juno II est un des premiers lanceurs utilisés par les États-Unis pour placer en orbite ses satellites. Ce lanceur est développé par Wernher von Braun à partir du missile balistique Jupiter. Le lanceur Juno II commence à être utilisé quelques mois après que le lanceur Juno I dérivé du missile balistique Redstone place en orbite le premier satellite américain Explorer 1 le 1er février 1958. Deux fois plus puissant que le lanceur Juno I (de 20  à   41 kg de charge utile en orbite terrestre basse), le lanceur Juno II est utilisée à 10 reprises (6 échecs) entre le 6 décembre 1958 et le 24 mai 1961 pour lancer des satellites scientifiques du programme Explorer et deux des sondes spatiales Pioneer vers la Lune. D'une puissance trop réduite, le lanceur Juno II de la NASA est remplacé par les lanceurs Delta et Atlas.  

## Historique
Dans la continuité des travaux sur le lanceur Juno I, le lanceur Juno II est développée par Wernher von Braun sur la base du missile PGM-19 Jupiter de portée intermédiaire. Pour le transformer en lanceur, il n'est pas nécessaire de modifier sa propulsion car il est suffisamment puissant pour placer 41 kg en orbite basse et 6 kg en orbite interplanétaire une fois surmonté des 3 étages improvisés pour le lanceur Juno I. La mise à feu des étages supérieurs est télécommandée par radio depuis le sol ce qui est à l'origine de la perte d'un des satellites victime d'un brouillage. Un des 10 lancements effectués ne comporte que 3 étages.
Les lancements ont lieu entre 1958 et 1961 depuis la base de lancement de Cap Canaveral. Sur les 10 lancements, 5 sont des échecs totaux et un autre un échec partiel. Deux des tirs emportent une sonde spatiale du programme Pioneer et sept des satellites du programme Explorer. Le lanceur ne connut aucun développement ultérieur.  Le lanceur Juno II a le mérite de permettre une mise au point très rapide mais, après avoir assuré le lancement de quelques satellites, ce lanceur laisse la place aux lanceurs Delta et Atlas. Le lanceur peut donner naissance à une famille de lanceurs similaire aux lanceurs Delta en ajoutant par exemple un étage Agena. Mais le lanceur est victime du fait qu'il est développé par l'armée de terre (US Army) et que le lancement de satellites militaires est confié à l'armée de l'air (US Air Force).

## Caractéristiques techniques
Le lanceur Juno II est basé sur le missile balistique de portée intermédiaire PGM-19 Jupiter qui constitue son premier étage. Pour atteindre les performances souhaitées, le missile construit par la société Chrysler est allongé de 90 cm ce qui permet d'accroître la durée de combustion de 13 secondes. Le moteur-fusée Rocketdyne S-3D qui le propulse a une poussée de 670 kilonewtons et brûle un mélange d'oxygène liquide et de RP-1. Le moteur est orientable ce qui permet de contrôler l'orientation du lanceur en lacet et tangage. La correction des mouvements de roulis est réalisée à l'aide de deux moteurs verniers alimentés par les gaz générés par la turbopompe. Le système de guidage réalisé par la société Ford utilise une centrale à inertie qui permet au lanceur de corriger sa trajectoire de manière autonome ce qui constitue une innovation importante à une époque où les missiles sont guidés par radio. Les étages supérieurs sont  similaires à ceux du lanceur Juno I et sont constitués d'un ensemble de petits moteurs-fusées Recruit à propergol solide, dérivés du missile Sergeant.
| Caractéristiques     | 1e étage               | 2e étage             | 3e étage             | 4e étage             |
| -------------------- | ---------------------- | -------------------- | -------------------- | -------------------- |
| Masse au décollage   | 54 431 kg              | 462 kg               | 126 kg               | 42 kg                |
| Masse à vide         | 5 443 kg               | 231 kg               | 63 kg                | 21 kg                |
| Poussée              | 667 kN                 | 73 kN                | 20 kN                | 7 kN                 |
| Impulsion spécifique | 248 s (2.43 kN·s/kg)   | 214 s (2.10 kN·s/kg) | 214 s (2.10 kN·s/kg) | 214 s (2.10 kN·s/kg) |
| Durée combustion     | 182 s                  | 6 s                  | 6 s                  | 6 s                  |
| Longueur             | 18,28 m                | 1 m                  | 1 m                  | 1 m                  |
| Diamètre             | 2,67 m                 | 1 m                  | 0,50 m               | 0,30 m               |
| Propulsion           | Rocketdyne S-3D        | Onze Recruit         | Trois Recruit        | Un Recruit           |
| Ergols               | Oxygène liquide / RP-1 | Propergol solide     | Propergol solide     | Propergol solide     |

## Liste des vols
| Vol n° | N° de série | Date            | Pas de tir            | Charge utile        | Orbite                  | Résultat      |
| ------ | --- | --------------- | --------------------- | ------------------- | ----------------------- | ------------- |
| 1      | AM-11 | 6 décembre 1958 | Cap Canaveral, LC-5   | Pioneer 3           | Injection trans-lunaire | Échec partiel |
| 1      | Le premier étage s'arrête 3,7 s trop tôt, empêchant la fusée d'atteindre une vitesse suffisante. La charge utile atteint une altitude maximum de 102 000 km et retombe sur terre 38 h après le lancement. |                 |                       |                     |                         |               |
| 2      | AM-14 | 3 mars 1959     | Cap Canaveral, LC-5   | Pioneer 4           | Injection trans-lunaire | Succès        |
| 3      | AM-16 | 16 juillet 1959 | Cap Canaveral, LC-5   | Explorer S-1 (en)   | Orbite basse            | Échec         |
| 3      | Perte du contrôle du lanceur juste après le décollage. |                 |                       |                     |                         |               |
| 4      | AM-19B | 14 août 1959    | Cap Canaveral, LC-26B | Beacon 2            | Orbite basse            | Échec         |
| 4      | Utilisation d'une version à 3 étages. Echec du système de guidage 3 min après le lancement. |                 |                       |                     |                         |               |
| 5      | AM-19A | 13 octobre 1959 | Cap Canaveral, LC-5   | Explorer 7          | Orbite basse            | Succès        |
| 6      | AM-19C | 23 mars 1960    | Cap Canaveral, LC-26B | Explorer S-46 (de)  | Orbite basse            | Échec         |
| 6      | Le troisième étage ne s'allume pas |                 |                       |                     |                         |               |
| 7      | AM-19D | 3 novembre 1960 | Cap Canaveral, LC-26B | Explorer 8          | Orbite basse            | Succès        |
| 8      | AM-19F | 25 février 1961 | Cap Canaveral, LC-26B | Explorer S-45 (en)  | Orbite basse            | Échec         |
| 8      | Le troisième étage ne s'allume pas |                 |                       |                     |                         |               |
| 9      | AM-19E | 27 avril 1961   | Cap Canaveral, LC-26B | Explorer 11         | Orbite basse            | Succès        |
| 10     | AM-19G | 24 mai 1961     | Cap Canaveral, LC-26B | Explorer S-45A (en) | Orbite basse            | Échec         |
| 10     | Le deuxième étage ne s'allume pas. |                 |                       |                     |                         |               |